# Denemarken op het Eurovisiesongfestival 2000
Denemarken werd op het Eurovisiesongfestival 2000 in Stockholm vertegenwoordigd door de Olsen Brothers met het lied Fly on the Wings of Love. Het was de 31ste deelname van Denemarken aan het songfestival. 
De inzending werd gekozen op 19 februari 2000 tijdens de Dansk Melodi Grand Prix, gezongen in het Deens als Smuk som et stjerneskud. Voor het songfestival werd het lied in het Engels gezongen.

## Resultaat
Na meerdere deelnames aan de Deense nationale voorrondes, was het in 2000 eindelijk raak voor de Olsen Brothers en mochten de broers voor Denemarken naar het songfestival.
| Startplaats | Lied                      | Artiest          | Punten | Plaats |
| ----------- | ------------------------- | ---------------- | ------ | ------ |
| 1           | "Smuk som et stjerneskud" | Brødrene Olsen   | 58     | 1ste   |
| 2           | "Lykkefugl"               | Trine Gadeberg   | 22     | 5de    |
| 3           | "Hva' så med mig"         | Charlotte Vigel  | —      | —      |
| 4           | "Den drømmende by"        | Johnny Jørgensen | —      | —      |
| 5           | "Julian"                  | Lotte Lisby      | —      | —      |
| 6           | "Lov mig at du bli'r her" | Fenders          | —      | —      |
| 7           | "Mayday, Mayday"          | Aida             | 38     | 4de    |
| 8           | "Sig du vil ha' mig"      | Gry Johansen     | —      | —      |
| 9           | "Stjernen der viser vej"  | Ole Skovhøj      | 42     | 2de    |
| 10          | "Uden dig"                | Sanne Gottlieb   | 40     | 3de    |

## In Stockholm
Denemarken moest tijdens het songfestival aantreden als 14de, na Spanje en voor Duitsland. Fly on the wings of love werd niet als favoriet gezien, maar aan het einde van de puntentelling bleek dat de Olsen Brothers op de eerste plaats waren geëindigd met 195 punten. Het was de tweede Deense overwinning op het Eurovisiesongfestival.
De inzending ontving acht keer het maximum van 12 punten.
België  en Nederland hadden allebei 10 punten over voor deze inzending.

### Gekregen punten

#### Finale
| 12 punten                                                                                   | 10 punten                                                                      | 8 punten          | 7 punten    | 6 punten             |
| ------------------------------------------------------------------------------------------- | ------------------------------------------------------------------------------ | ----------------- | ----------- | -------------------- |
| - Duitsland - Ierland - IJsland - Israël - Letland - Rusland - Verenigd Koninkrijk - Zweden | - België - Finland - Nederland - Noorwegen - Oostenrijk - Spanje - Zwitserland | - Estland - Malta | - Frankrijk |                      |
| 5 punten                                                                                    | 4 punten                                                                       | 3 punten          | 2 punten    | 1 punt               |
|                                                                                             | - Cyprus                                                                       |                   |             | - Roemenië - Turkije |

### Punten gegeven door Denemarken

#### Finale
Punten gegeven in de finale:
| 12 punten | IJsland   |
| 10 punten | Zweden    |
| 8 punten  | Letland   |
| 7 punten  | Noorwegen |
| 6 punten  | Rusland   |
| 5 punten  | Ierland   |
| 4 punten  | Estland   |
| 3 punten  | Malta     |
| 2 punten  | Duitsland |
| 1 punt    | Turkije   |

Het lied van de Olsen Brothers haalde in Duitsland de top 10. In 2005 deden de Olsen Brothers weer mee aan de Deense voorronde, maar wisten deze met het lied Little yellow radio niet te winnen.
1957 · 1958 · 1959 · 1960 · 1961 · 1962 · 1963 · 1964 · 1965 · 1966 · 1967-1977 · 1978 · 1979 · 1980 · 1981 · 1982 · 1983 · 1984 · 1985 · 1986 · 1987 · 1988 · 1989 · 1990 · 1991 · 1992 · 1993 · 1994 · 1995 · 1996 · 1997 · 1998 · 1999 · 2000 · 2001 · 2002 · 2003 · 2004 · 2005 · 2006 · 2007 · 2008 · 2009 · 2010 · 2011 · 2012 · 2013 · 2014 · 2015 · 2016 · 2017 · 2018 · 2019 · 2020 · 2021 · 2022 · 2023 · 2024 · 2025